# Lattre-Saint-Quentin
Lattre-Saint-Quentin é uma comuna francesa na região administrativa de Altos da França, no departamento de Pas-de-Calais. Estende-se por uma área de 7,63 km². Em 2010 a comuna tinha 271 habitantes (densidade: 35,5 hab./km²).